# 製藥工程
制药工程是工程学的一个分支，該領域主要侧重于发现藥物、配制藥物和制造藥品，此還涉及分析和质量控制过程，以及设计、建造和改进生产药物的制造场所。它涉及化学工程、生物医学工程、药学和工业工程学等领域。